# Кендалл (округ, Техас)
Шаблон:StateAbbr_ 29°57′ пн. ш. 98°42′ зх. д. / 29.95° пн. ш. 98.7° зх. д.
Округ Кендалл (англ. Kendall County) — округ (графство) у штаті Техас, США. Ідентифікатор округу 48259.

## Історія
Округ утворений 1862 року.

## Демографія
За даними перепису 2000 року загальне населення округу становило 23743 осіб, зокрема міського населення було 8964, а сільського — 14779. Серед мешканців округу чоловіків було 11568, а жінок — 12175. В окрузі було 8613 домогосподарства, 6694 родин, які мешкали в 9609 будинках. Середній розмір родини становив 3,09.
Віковий розподіл населення поданий у таблиці:
| Стать    | До 15 років | 15-21 | 22-29 | 30-39 | 40-49 | 50-65 | 65-85 | Понад 85 |
| -------- | ----------- | ----- | ----- | ----- | ----- | ----- | ----- | -------- |
| Чоловіки | 2726        | 1098  | 790   | 1493  | 1933  | 2099  | 1307  | 122      |
| Жінки    | 2595        | 993   | 763   | 1691  | 2065  | 2205  | 1513  | 350      |

## Суміжні округи
- Гіллеспі — північ
- Бланко — північний схід
- Комал — південний схід
- Беар — південь
- Бандера — південний захід
- Керр — захід

## Виноски
1. ↑  U.S. Decennial Census. United States Census Bureau. Архів оригіналу за 26 квітня 2015. Процитовано 2 травня 2015.
2. ↑  Texas Almanac: Population History of Counties from 1850–2010 (PDF). Texas Almanac. Архів оригіналу (PDF) за 26 лютого 2015. Процитовано 2 травня 2015.
3. ↑  State & County QuickFacts. United States Census Bureau. Архів оригіналу за 18 жовтня 2011. Процитовано 18 грудня 2013.(англ.) Наведено за англійською вікіпедією.
4. ↑  American FactFinder. Бюро перепису населення США. Архів оригіналу за 29 липня 2011. Процитовано 31 січня 2008.

| США | Це незавершена стаття з географії США. Ви можете допомогти проєкту, виправивши або дописавши її. |